# Враня Печ
Враня Печ (словен. Vranja Peč) — поселення в общині Камник, Осреднєсловенський регіон, Словенія. Висота над рівнем моря: 663,2 м.